# JVC HR–3300

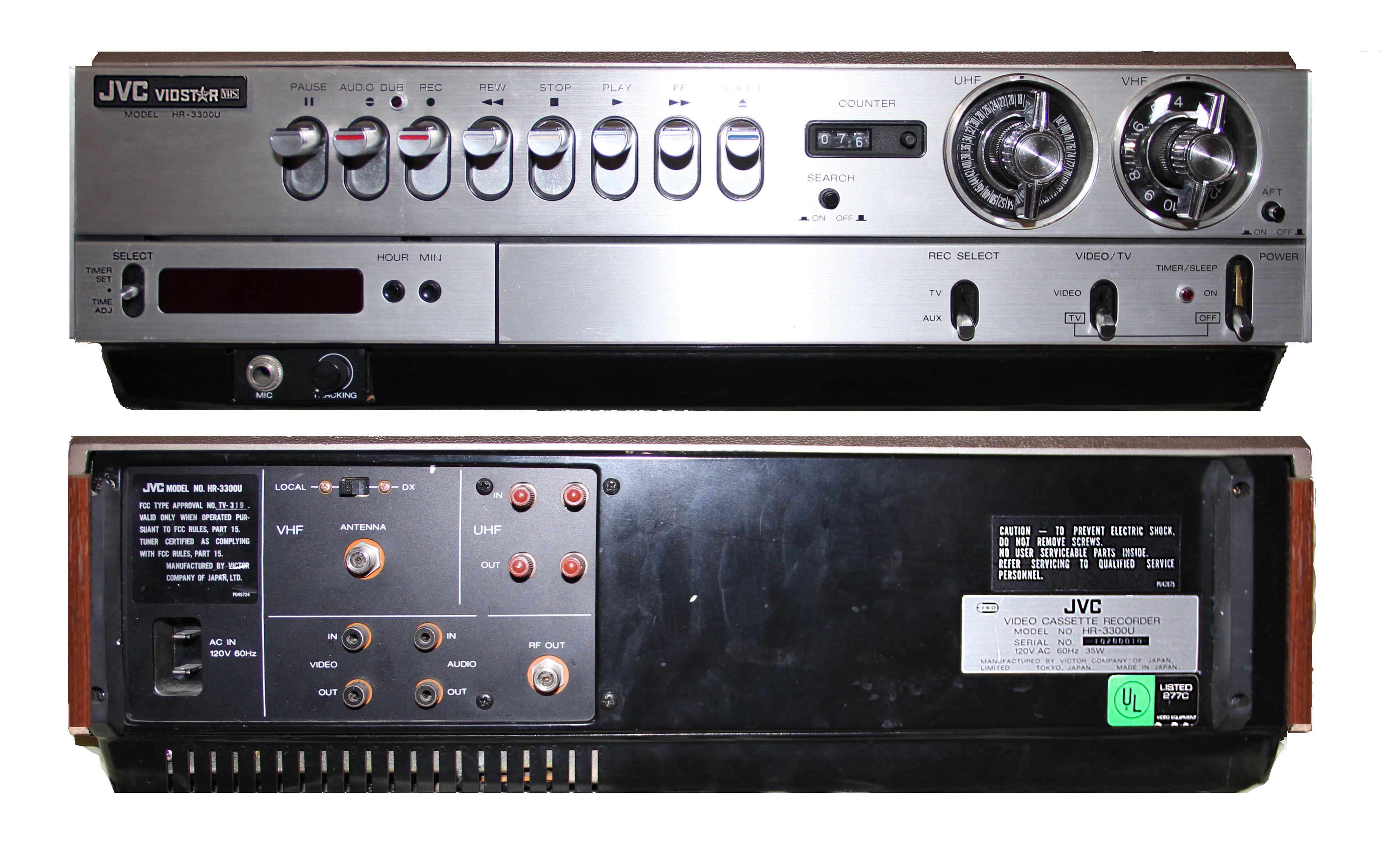
A JVC HR–3300 amerikai verziója

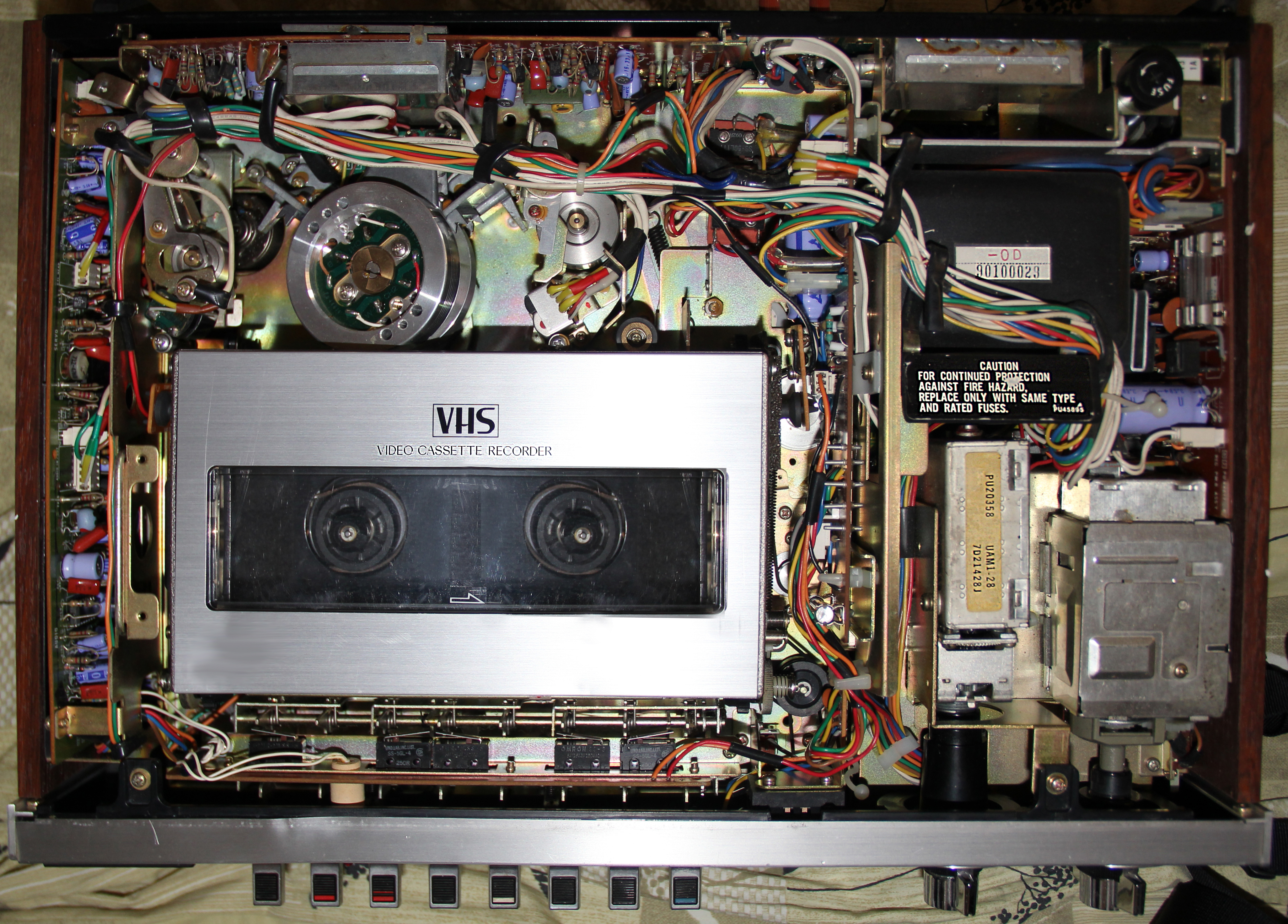
A készülék belülről

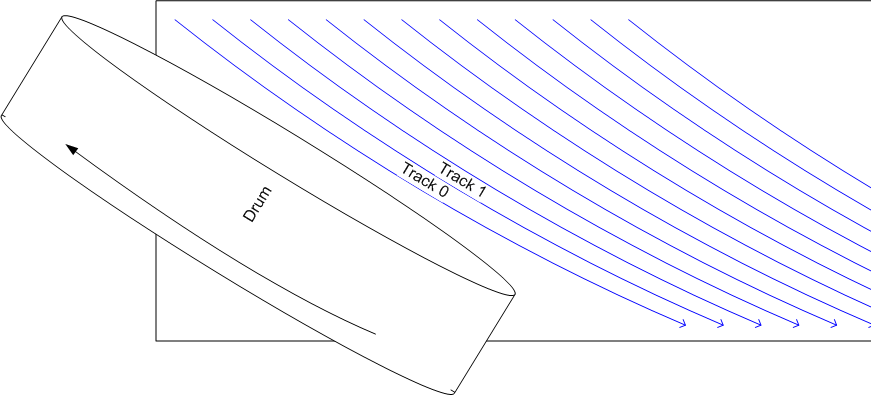
A helikális szalagvezetés elve

A JVC cég HR-3300 típusjelű VHS rendszerű videomagnetofonja volt a világ első asztali kivitelezésű VHS videómagnója, amelynek 1976-tól 1981-ig gyártották különböző továbbfejlesztett változatait. Először 1976-ban Japánban került forgalomba, majd 1978 végére az európai piacra is bejutott, kisebb változtatásokkal, például a jaxley-jellegű forgó csatornaváltó-gombjait nyomógombosra cserélték.

## Műszaki jellemzők
A modernebb készülékekkel ellentétben a készülék pillanat-állj (pause) funkciónál nem ad állóképet, csupán leállítja a szalag futását. Sávontartás (tracking) szabályzás alkalmával a képen megjelenő zajcsíkok még valódi zajként hallhatóak, amit a későbbi típusoknál már kiküszöböltek. A kazetta betöltése nem elölről, hanem a készülék tetején történik: a videoszalag kazettaházba való behelyezése után a házat le kell nyomni. Külön érdekessége, hogy ebben a készülékben még nincsenek IC-k. A videofejdob hajtása szíjáttétellel történik. A kezelőszervek nem érintésre, hanem lenyomásra hozzák működésbe a mechanikát. Ezek kölcsönösen zárolva is vannak, például nem lehet úgy gyorstekercselésbe kapcsolni lejátszás funkcióból, hogy előtte ne nyomnánk meg a "Stop" gombot. Ezáltal kép-gyorskeresés sem lehetséges. Mozgókép-felvétel, illetve hangalávétel készítésénél a "Rec" ill. "Audio dub" és a "Play" gomb egyszerre nyomandók meg. A rögzítendő adás képe csak akkor jelenik meg a video kimeneti csatornáján keresztül, ha először lenyomjuk a "Rec" gombot.
Eme széria egyes példányai a mai napig megbízhatóan működnek.

## Szolgáltatásai
- 8 programhely
- Audio-dubbing funkció (hangsáv utólagos törlése, felvétele)
- 24 órára előre történő felvételi programozhatóság
- bemeneti feszültség választási lehetőség: 110 / 220 V

## Tulajdonságai
- tömeg: 14,5 kg
- ki- és bemenetek: hang: ki: 5 pólusú DIN-tuchel, be: 6,3 mm Jack-dugó, kép: BNC

## Külső hivatkozások
- JVC HR-3300 Total Rewind